# Odette Thibault
Pour les articles homonymes, voir Thibault.
Odette Thibault, née le 24 juin 1920 et morte le 2 décembre 1987, est une journaliste scientifique française, militante féministe, pacifiste et pour le droit l'euthanasie.

## Biographie
Docteure en biologie, elle est un temps maître de recherche au CNRS avant de devenir journaliste scientifique.
À partir de 1973, elle fait partie du groupe des Dix, un groupe d’intellectuels français (qui étaient à l'origine dix), qui se réunit régulièrement jusqu'en 1976 pour interroger, de manière interdisciplinaire, les relations entre les sciences et la société.
Féministe, Odette Thibault s'élève dans Témoignage chrétien et dans Le Monde contre l'encyclique Humanæ vitæ qui proscrit la régulation des naissances par des méthodes non naturelles,. Elle défend aussi le droit à l'avortement. Avec  Évelyne  Sullerot, elle organise en 1976 un colloque sur « Le fait féminin », qui donne naissance à un ouvrage du même titre qui paraît en 1978,. Elle défend un féminisme à la fois égalitaire et différencialiste, la véritable égalité étant selon elle fondée sur la reconnaissance de la différence entre les hommes et les femmes.
Elle milite au sein de l'Association pour le droit de mourir dans la dignité,,. Publiant plusieurs livres sur le sujet, elle mène un combat très argumenté en faveur de l'autorisation de l'euthanasie. Atteinte d'un cancer, elle meurt au moment qu'elle a fixé, le 2 décembre 1987,,

## Publications
- L'amour cet inconnu : Lettre à mes fils, Paris, Léthielleux, 1966, 118 p.
- Le Couple aujourd'hui, Casterman, 1971, 155 p.. Traduction en espagnol en 1972[11].
- L'homme inachevé : Biologie et promotion humaine, Tournai, Casterman, coll. « Synthèses contemporaines », 1972, 232 p.[12].
- La maîtrise de la mort, Paris, Jean-Pierre Delarge, Éditions Universitaires, 1975[13],[14].
- Évelyne Sullerot et Odette Thibault (dir.), Le fait féminin : Qu'est-ce qu'une femme ?, Paris, Fayard, 1978, 520 p.[15],[16],[17].
- Debout les femmes, Lyon, Édition Chronique sociale[18],[19].
- Albert Donval, Odette Thibault et Raphaël Gattegno, 11-15 ans, la puberté, les enjeux d'une révolution, Lyon, Chronique sociale, 1981, 105 p.
- Non à la guerre, Lyon, Chronique sociale[20].
- Des enfants, comment ? : Les techniques artificielles de reproduction, Lyon, Chronique sociale, 1984, 108 p. (ISBN 9782850080531, lire en ligne)[21].
- Danielle Le Bricquir et Odette Thibault (dir.), Féminisme et pacifisme, même combat, Paris, Les Lettres libres, 1985, 149 p. (lire en ligne).
- Les Trahisons de l'ADN : mon cancer, Paris, Les Lettres Libres, 1986, 114 p. (lire en ligne).
- La mort hospitalière : entre l'abandon et l'euthanasie, un nouveau type de soins, Lyon, Chronique sociale, coll. « L'Essentiel », 1987, 116 p. (lire en ligne).

### Liens
- Notices d'autorité :   - VIAF
  - ISNI
  - BnF (données)
  - IdRef
  - LCCN
  - Belgique
  - NUKAT
  - WorldCat
- (fr) Odette Thibault sur Wikiquote